# Norrbo skans
Norrbo skans är en lämning efter en skans i Norrbo socken i Hälsingland. Den ligger på halvön Rävnäset mellan Norrdellen och Sördellen. 
Skansen är kvadratisk och belägen parallellt utmed Norrboån. Den var cirka 240 gånger 230 meter stor och hade bastioner i hörnen och mitt på sidorna. Den är klassificerad som en fornlämning och består idag av upp till en halvmeter höga vallar och ungefär lika djupa vallgravar.